# Модернистична архитектура
Модернистичната архитектура е група архитектурни стилове, възникнали в началото на XX век и наложили се като основни след Втората световна война. Тяхна основа е използването на нови строителни технологии и материали, най-вече стъкло, стомана и стоманобетон, и отхвърлянето на традиционния неокласицизъм, доминиращ в архитектурата на XIX век. В началото на XXI век модернистичната архитектура продължава да преобладава в строителството на обществени и корпоративни сгради, въпреки реакцията на постмодернистичната архитектура.
Сред архитектите, изиграли важна роля за развитието на модернизма, са Франк Лойд Райт, Лудвиг Мис ван дер Рое, Льо Корбюзие, Валтер Гропиус, Константин Мелников, Ерих Менделсон, Рихард Нойтра, Луис Съливан, Герит Ритфелд, Бруно Таут, Гунар Асплунд, Арне Якобсен, Оскар Нимайер, Алвар Аалто.